# Campaña del Sendero de Kokoda
La campaña del sendero de Kokoda o campaña del camino de Kokoda (del inglés: Kokoda Trail Campaign o Kokoda Track Campaign) fue una serie de acciones bélicas que formaron parte de la campaña de Nueva Guinea durante la Segunda Guerra Mundial. La campaña consistió en una serie de batallas peleadas entre los meses de julio y noviembre de 1942 entre fuerzas japoneses y fuerzas aliadas —compuestas principalmente por soldados australianos— en la actual Papúa Nueva Guinea.
El sendero de Kokoda en sí, es un camino de una vía que comienza en las afueras de Puerto Moresby en el mar de Coral y recorre 100 kilómetros hacia el norte, cruzando Kokoda en el medio de la cordillera Owen Stanley y llegando hasta las tierras bajas de la costa. El camino recorre algunos de los más duros y desolados terrenos en el mundo y solo puede ser atravesado a pie, lo cual tuvo grandes repercusiones sobre la logística, el tamaño de las fuerzas y el tipo de guerra que podía llevarse a cabo.
Después de desembarcar en Gona, en la costa norte de la isla de Nueva Guinea la noche del 21-22 de julio de 1942, los japoneses planeaban cruzar la cordillera Owen Stanley y tomar Puerto Moresby como parte de su estrategia para aislar a Australia de los Estados Unidos. Inicialmente los australianos fueron tomados por sorpresa y no contaban con fuerzas adecuadas para defender la arremetida de la 4.ª Flota del Imperio del Japón. Las fuerzas japonesas, bajo el mando del general Tomitaro Horii, se enfrentaron con el Batallón de Infantería de Papúa y al 39.º Batallón del Ejército australiano al día siguiente del desembarco en Awala, pero rápidamente obligaron a la fuerza defensora aliada a retroceder hasta Kokoda. La noche del 28-29 de julio, tras una confusa batalla, los japoneses volvieron a obligar a las fuerzas australianas a replegarse y tomaron Kokoda. Los japoneses continuaron avanzando luego de repeler un intento de retomar el pueblo por parte de los aliados el 8 de agosto y sobreponerse a varios contraataques de la milicia australiana en el transcurso de la semana siguiente, obligándolos a retroceder aún más hasta Isurava. Pese a este avance, los japoneses no lograron continuarlo en forma inmediata, dándole oportunidad a los australianos de descansar y reforzar sus líneas. Con la llegada de refuerzos los problemas de suministros se volvieron más complicados para las fuerzas defensoras, incluso con sus modestos números, por lo que el 39.º Batallón tuvo que ser retirado del frente de batalla.
Las fuerzas japonesas continuaron su avance el 26 de agosto, y rápidamente ganaron terreno, haciendo retroceder a los australianos, primero hasta Eora Creek el 30 de agosto, Templeton's Crossing el 2 de septiembre y finalmente hasta Efogi tres días después. Pese a estos avances, los japoneses también se vieron con problemas para mantener bien abastecidas a sus tropas, además de enfrentarse a una fuerza australiana cada vez mejor organizada. El 10 de septiembre el mando australiano fue entregado al brigadier Arnold Potts, quien había llegado a Isurava con refuerzos el 23 de agosto, e inmediatamente tuvo que replegarse Ioribaiwa tras una nueva incursión japonesa. Un segundo ataque japonés fue repelido por las fuerzas australianas, dándole oportunidad a los defensores de recibir incluso más refuerzos. No obstante, luego de varios días de crudas luchas alrededor de Ioribaiwa, los australianos se vieron obligados a retroceder una vez más, esta vez hasta la Cadena de Imita, muy cerca de Puerto Moresby. Para esas alturas, los japoneses ya habían sobrepasado los límites de sus líneas de suministros, y luego del revés sufrido en Guadalcanal, se le ordenó a Horii que tome una posición defensiva. El 24 de septiembre, después de que el alto mando japonés determinara que no podía soportar las operaciones en Nueva Guinea, ordenó a sus tropas a que se replegasen hacia la costa norte, hacia donde fueron perseguidas por los australianos, en ese entonces ya bajo el mando del Brigadier Kenneth Eather, quien había llegado con incluso más refuerzos dos semanas antes. Los aliados retomaron Kokoda el 2 de noviembre, pero la lucha se extendió hasta noviembre y diciembre, cuando tropas australianas y estadounidenses desembarcaron en la costa norte de la isla, en lo que más tarde se conocería como la batalla de Buna-Gona.

## Antecedentes

### Importancia estratégica
Como parte de su estrategia general en el Pacífico, los japoneses pretendían capturar Puerto Moresby para tomar control del Territorio de Papúa y de esta manera aislar a Australia de los Estados Unidos. El puerto pudo haberles dado una base, a partir de la cual podrían alcanzar la mayor parte de Australia nororiental y controlar una ruta importante entre los océanos Pacífico e Índico.

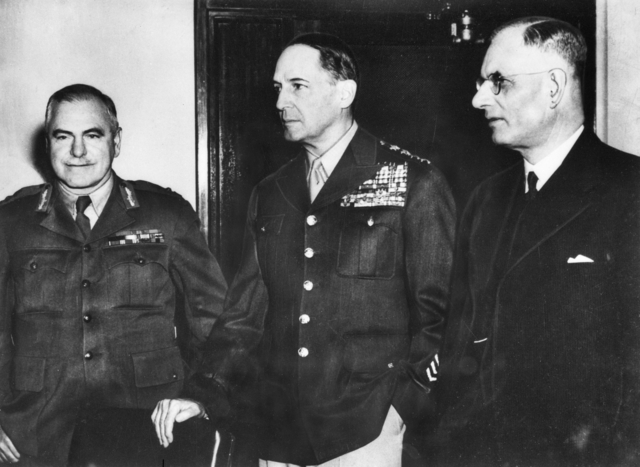
Douglas McArthur (centro) junto a Thomas Blamey (izquierda) y el primer ministro de Australia, John Curtin (derecha).

El primer intento de capturar Puerto Moresby mediante una invasión anfibia, fue frustrado en la batalla del Mar de Coral en mayo de 1942. Un mes después, la mayor parte de los portaaviones japoneses fueron destruidos en batalla de Midway, reduciendo las futuras posibilidades de nuevas operaciones anfibias en el Pacífico sur. Los japoneses, ahora resueltos a montar un asalto por tierra a través de la cordillera de Owen Stanley para capturar Puerto Moresby, pudieron haber tenido éxito ya que virtualmente no había resistencia acantonada en la isla desde el mes de febrero.
Buscando maneras de detener el avance japonés en el Pacífico sur, el Comandante Supremo Aliado en el Área del Pacífico suroeste, general Douglas MacArthur, decidió acumular fuerzas aliadas en Nueva Guinea como preludio a una ofensiva contra la principal base japonesa en Rabaul.
Advertido de que un aterrizaje enemigo en Buna podría amenazar Kokoda y luego Puerto Moresby, MacArthur dio a conocer al comandante de las Fuerzas Aliadas Terrestres, el general Sir Thomas Blamey, los detalles de cómo defender Buna y Kokoda. En su lugar, Blamey ordenó al mayor general Basil Morris, el comandante de las Fuerzas de Nueva Guinea, asegurar el área y prepararse para oponer resistencia contra un avance nipón.
Morris creó una fuerza para defender Kokoda llamada Fuerza de Maroubra, y ordenó a los cien hombres de la Compañía B del 39.º Batallón australiano viajar por tierra hasta la aldea de Kokoda. Una vez allí, la Compañía B debía asegurar la pista de aterrizaje, para posteriormente acumular fuerzas aliadas a lo largo de la costa del norte de la isla de Nueva Guinea. Se le ordenó a la unidad partir el 26 de junio pero no lo hizo hasta el 7 de julio. El resto del 39.º Batallón permaneció en el lado cercano de la cordillera de Owen Stanley, mejorando las comunicaciones. Mientras la Compañía B aseguraba sus posiciones, recibieron las noticias de desembarcos japoneses en la costa del norte de Nueva Guinea.

### Geografía
El Sendero de Kokoda en sí es un camino de una sola fila que comienza en las afueras de Puerto Moresby en el mar de Coral y cruza entre 60 y 100 km (dependiendo de la definición) a través de la Cordillera de Owen Stanley hasta Kokoda y hasta la costa norte bañada por el mar de Salomón. El sendero cubre algunos de los terrenos más aislados y escarpados del planeta, alcanzando una altura de 2250 m sobre el nivel del mar en el monte Bellamy. El clima en la zona es cálido y húmedo, con noches muy frías y lluvias torrenciales. En la región también existen varias enfermedades tropicales endémicas como la malaria. Además, el sendero solo se puede pasar a pie, lo que hizo de la campaña un reto para la logística, limitando el tamaño de las fuerzas que se podía desplegar y el tipo de la guerra en sí.

## Preludio

### Desembarcos japoneses y asalto inicial

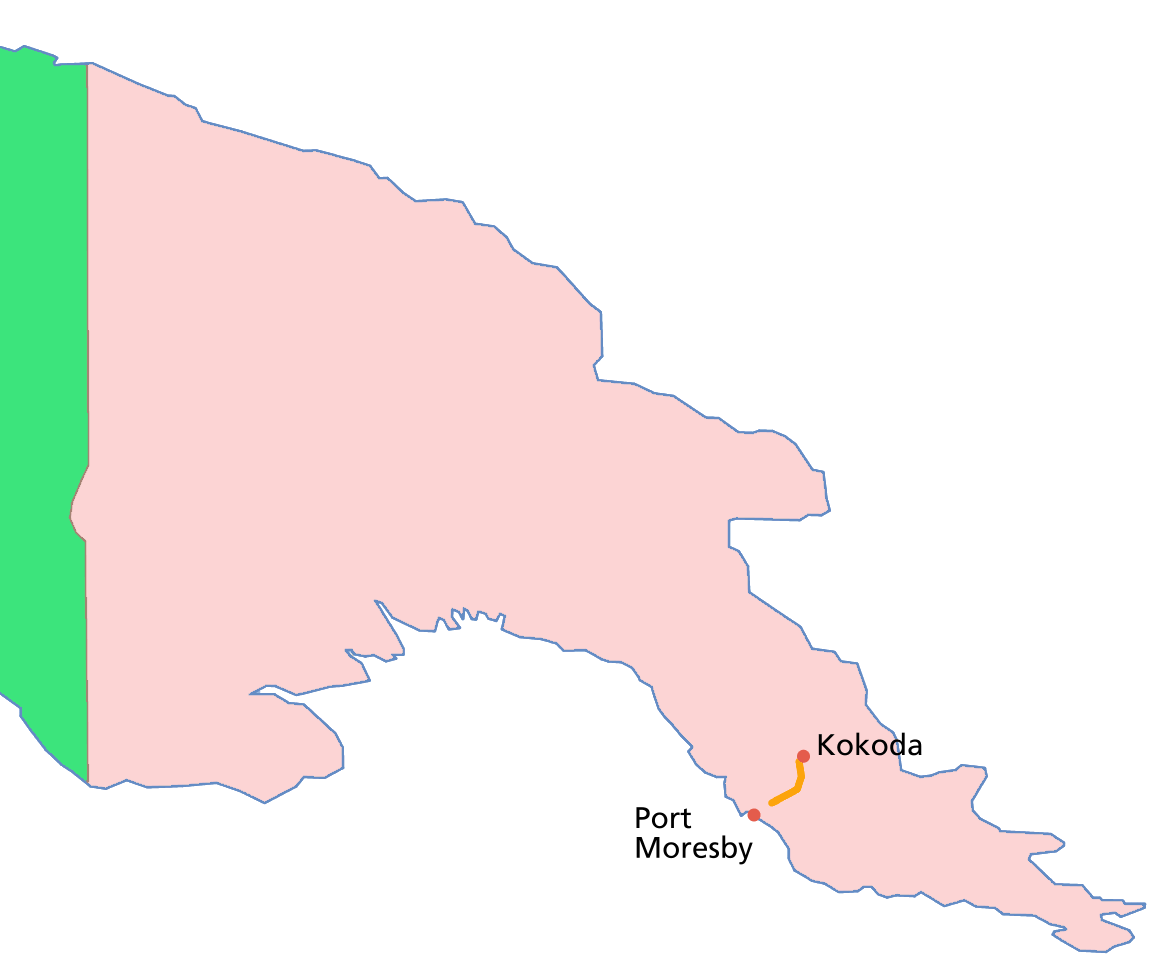
Ubicación del Sendero de Kokoda en Nueva Guinea.

Los japoneses desembarcaron en la costa noreste de Papúa el 21 de julio de 1942, y establecieron una cabeza de playa para el desembarco de más tropas en Buna, Gona y Sanananda.
La primera unidad del Ejército Australiano en hacer contacto con los japoneses en Nueva Guinea fue un pelotón del Batallón de Infantería de Papúa conformado por soldados indígenas, bajo el mando del teniente australiano John Chalk.
El 22 de julio, Chalk reportó la llegada del ejército japonés mediante el envío de un corredor a su superior inmediato. Ese mismo día recibió una nota manuscrita, que decía simplemente: «Usted se enfrentará al enemigo». Esa noche, Chalk y su unidad de cuarenta hombres intentaron emboscaron a las fuerzas japonesas desde una colina que permitía ver desde lo alto el camino de Gona-Sangara, antes de replegarse hacia la selva.
Las tentativas japonesas de reunir sus fuerzas en Buna también debieron superar a las fuerzas aéreas aliadas en la zona. Un transporte consiguió atravesar el 25 de julio, pero otro fue hundido el 29 de julio, aunque la mayor parte de las tropas consiguieron llegar a tierra. Un tercero fue forzado a volver a Rabaul. Otro convoy tuvo que dar vuelta detrás el 31 de julio. Sin embargo, el mal tiempo y los aviones de caza Japoneses A6M Zero permitieron que un convoy bajo el mando del vicealmirante Gunichi Mikawa consiguiera atravesar el 14 de agosto y desembarcara a unos 3000 soldados japoneses, coreanos y formosanos de las 14.ª y 15.ª Unidades Navales de Construcción.
El 17 de agosto, la 5.ª Fuerza Naval Especial de Desembarco Sasebo y elementos del 144.º Regimiento comandados por el teniente coronel Hatsuo Tsukamoto llegaron a Nueva Guinea. La 55.ª Artillería de Montaña, la 47.ª Artillería Antiaérea y la 55.ª de Caballería llegaron bajo el comando del coronel Yosuke Yokoyama. Finalmente, el 21 de agosto, llegaron dos batallones del 41.º Regimiento.
El coronel Yokoyama ordenó al coronel Tsukamoto tomar la pista de aterrizaje en Kokoda, y conducir una fuerza de reconocimiento a lo largo del camino de Kokoda. Al encontrar a las tropas australianas desplegadas cerca de Kokoda, Tsukamoto desplegó a su infantería e infantes de marina para un ataque, y rápidamente se movió al interior.

## La Batalla

### Primera Batalla de Kokoda
El primer cruce de fuego tuvo lugar en Awala el 23 de julio, cuando un puñado de soldados del Batallón de Infantería de Papúa al mando del mayor William Thornton Watson hizo contacto con los japoneses.
A las 16:00 horas del 25 de julio, el 39.º Batallón hizo su primer contacto con el ejército japonés cuando los pelotones 11.º y 12.º, junto con algunos soldados del Batallón de Infantería de Papúa al mando del capitán Templeton, efectuaron una emboscada en la aldea de Gorari ocupada por 500 soldados miembros del 144.º Regimiento Imperial Japonés. Perseguidos por los japoneses los dos pelotones australianos realizaron una retirada por el camino a la aldea de Oivi donde ambas fuerzas se detuvieron para pasar la noche.

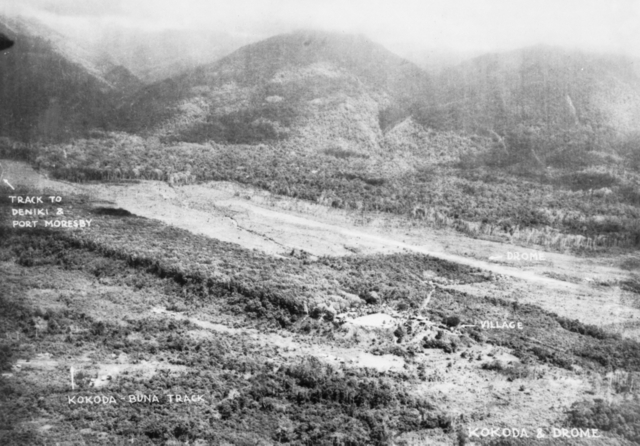
Pista de aterrizaje y aldea de Kokoda en julio de 1942.

Varias horas después, en la mañana del 26 de julio, dos aeronaves de transportes aterrizaron cada una con 15 tropas adicionales del 39.º batallón que fueron enviadas para reforzar a los dos pelotones en Oivi. Poco después de la llegada de los primeros 15 refuerzos las tropas japonesas atacaron al 75.º de Milicia y al puñado del BIP local que ahora defendía Oivi.
A pesar de los repetidos ataques frontales y por el flanco, durante las siguientes seis horas los japoneses no pudieron romper la línea defensiva. Cerca a las 17:00 los 15 refuerzos restantes todavía no habían llegado y el capitán Templeton recorrió el camino para advertirles que podría ser que encuentren a tropas japonesas entre ellos y su posición. Sin embargo, Templeton no se había percatado que los japoneses ya lo habían rodeado. Se cree que murió al encontrarse con fuerzas niponas.
Luego de esto el mayor W.T. Watson del Batallón de Infantería de Papúa asumió el mando. Debido a que el camino a Kokoda ya se encontraba cortado, el Cabo Lancero Sanopa del BIP condujo a las tropas australianas y de Papúa, bajo cobertura de la oscuridad de la noche, hacia Deniki siguiendo un arroyo debajo de Oivi. En Deniki los hombres se acoplaron con la compañía de teniente coronel Owen.
En la mañana del 27 de julio el teniente coronel Owen, con los remanente de las compañías de milicia y un puñado de las tropas del PIB, que habían sufrido escasez de alimentos o descanso los tres días previos y conociendo que harían frente a unos 500 infantes de marina japoneses de élite, decididos a intentar la defensa de las pista de aterrizaje de Kokoda y esperar que los refuerzos lleguen a tiempo para apoyarlo. Dejando a alrededor 40 tropas en Deniki, tomó los 77 hombres restantes y avanzó hacia Kokoda cerca al mediodía del 28 de julio.
Owen entonces entró en contacto con Puerto Moresby por radio para solicitar refuerzos. Pronto dos transportes Douglas llevaban refuerzos del 39.º Batallón se encontraban circundando el campo de aviación, pero los pilotos estadounidenses rechazaron aterrizar por miedo de que los japoneses ataquen mientras ellos todavía se encuentren en tierra y volvieron a Puerto Moresby. Durante la tarde el fuego vertido por las ametralladoras y los morteros japoneses sobre los australianos, el teniente coronel Owen recibió una herida fatal y el mayor Watson asumió el mando.
El ejército japonés lanzó un asalto a gran escala a las 2:30 de la mañana del 29 de julio. Solamente después de que su posición fuese completamente sobrepasada, el mayor Watson dio la orden a sus tropas para retirarse a Deniki. La pista de aterrizaje de Kokoda fue capturada por los japoneses que, habiendo alcanzado su objetivo, no persiguieron a los australianos.
A pesar de que los defensores se encontraban pobremente entrenados, excedidos en número y bajos en suministros, la resistencia fue tal que, según documentos capturados, los japoneses creyeron que habían derrotado una fuerza más de 1200 hombres cuando, de hecho, hacían frente a solo 77 soldados australianos.
Después de fortalecer sus defensas, y con la estratégica y vital base de suministros más la pista de aterrizaje de Kokoda en su poder, Tsukamoto consideraba que la pista era un elemento clave para un asalto por tierra a gran escala contra Puerto Moresby. Una fuerza de 10 000 hombres de la 4.ª Flota del Ejército Imperial Japonés, bajo las órdenes del Mayor-General Tomitaro Horii, con base en Rabaul, estaba encomendado con la captura de Puerto Moresby.

### Refuerzos australianos
La pérdida de la pista de aterrizaje en Kokoda forzó a los comandantes australianos a enviar a las otras compañías del 39.º Batallón de Infantería más el resto de la 30.ª Brigada de la infantería de la milicia —los batallones 49.º y 53.º— a tomar la pista, más que a reforzar Kokoda por aire. Solamente dos aviones de transporte estaban disponibles en Puerto Moresby, cada uno capaz de llevar refuerzos de solamente veinte soldados en cada viaje. Estos refuerzos serían milicia inexperimentada solamente. Esta información fue retenida del mayor Cameron al que le ordenaron retomar el campo de aéreo de fuerzas superiores para permitir la llegada de nuevas fuerzas. Los suministros, que habían sido llevados por aire previamente a Kokoda por la Fuerzas Aéreas del Ejército de los Estados Unidos, ahora necesitarían ser llevados a los puertos de Papúa. Los soldados heridos no podrían ser evacuados más por aire, y ahora tendrían que ser realizados trasladados por los papuanos, que fueron apodados los ángeles fuzzy-wuzzy por los soldados australianos.
Para la primera semana de agosto todos los refuerzos habían arribado a Deniki. La fuerza australiana ahora en Deniki abarcó a 33 oficiales y a 443 soldados de otras filas del 39.º Batallón; 8 australianos y 35 tropas nativas del PIB; y dos oficiales y doce miembros nativos de la Unidades Administrativas Australianas y de Nueva Guinea, para un total de 533 tropas. El nuevo comandante el mayor Allan Cameron, quien creyó que la falla de los sobrevivientes de la Compañía B de sostener Oivi y Kokoda contra las tropas japonesas indicó una carencia del espíritu de lucha, por lo que las envió de respaldo a la pista al Arroyo de Eora.
El 9 de agosto de 1942, el Cuartel del I Cuerpo del teniente general Sydney Rowell llegó a Puerto Moresby. Rowell asumió el comando de la Fuerza de Nueva Guinea el 12 de agosto de 1942. Blamey ordenó a la veterana 7.ª División australiana del mayor general Arthur Tubby Allen —la cual había luchado en el Medio Oriente— que se dirija a Nueva Guinea. La 18.ª Brigada fue enviada a Milne Bay mientras que la 21.ª y 25.ª Brigadas serían enviadas a Puerto Moresby. Luego de que la decodificación de las comunicaciones japonesas había confirmado que Japón no tenía intenciones de invadir Australia, Blamey y MacArthur decidieron inicialmente mantener a la 7.ª División en Puerto Moresby como reserva y solo comprometer a los batallones de milicia para la lucha en el Sendero. La 21.ª Brigada —comandada por el brigadier Arnold Potts— fue la primera en llegar a Puerto Moresby, y consistía de los 2/24.º, el 2/16.º, y el 2/27.º batallones. El 2/14.º se movilizó en forma inmediata hacia el norte a lo largo del Sendero para reforzar a la Fuerza Maroubra, mientras que el 2/16.º le siguió dos días después. Al 2/27.º Batallón se le asignó el Sendero de Kokoda, pero luego de los desembarcos japoneses en la Bahía de Milne, el 2/27.º se mantuvo en Puerto Moresby como la reserva divisional.

### Operaciones aéreas
Debido a que Puerto Moresby era el único puerto de apoyo a las operaciones en Papúa, su defensa era crítica para la campaña. Las defensas aéreas aliadas estuvieron a cargo de aviones de caza P-39 y P-40. Los radares de la RAAF no ofrecían garantías suficientes para alertar sobre ataques japoneses, por lo que se confió en coastwatchers y observadores en las colinas hasta que una unidad de radar estadounidense mejor equipada arribó en septiembre. Los bombarderos japoneses venían, por lo general, escoltados por cazas que alcanzaban los 9100 m de altura —demasiado alta para ser interceptados por los cazas P-39 y P-40 aliados— dándole a los japoneses una ventaja en altura en el combate aéreo. El costo para los cazas aliados fue elevado. Para junio, entre 20 y 25 P-39 habían sido derribados en combates aéreos, mientras que tres más fueron destruidos en tierra y ocho luego de accidentes durante aterrizajes. Los cañones antiaéreos australianos y estadounidenses de las Fuerzas Antiaéreas Compuestas jugaron un rol crucial en la batalla. Los artilleros aliados tuvieron bastante práctica: Para el 17 de agosto de 1942, Puerto Moresby había sufrido 78 ataques aéreos. Un incremento gradual en sus números y su habilidad obligó a los bombarderos japoneses a llevar a cabo sus operaciones desde una mayor altitud, desde donde no eran tan certeros, y luego, en agosto, a llevarlas a cabo de noche.
Aunque habían PBY Catalinas y Lockheed Hudsons de la RAAF con base en Puerto Moresby, debido a las incursiones aéreas japonesas, los bombarderos de largo alcance como los B-17, B-25 y B-26 lanzaron sus ataques desde bases ubicadas en el norte de Australia. Esto llevó a que las tripulaciones se fatigaran demasiado. Debido a la doctrina de la USSAF y la falta de escoltas de largo alcance, las incursiones de los bombarderos en objetivos como Rabaul se realizaron sin escoltas y sufrieron fuertes bajas, llevando a serias críticas hacia el teniente general George Brett por parte de los corresponsales de guerra por utilizar sus fuerzas inadecuadamente. Sin embargo, los cazas si proveyeron cobertura para los transportes, y para los bombarderos cuando estos realizaban operaciones que estaban dentro de su rango de alcance. Los pilotos aliados con base en Puerto Moresby y Milne Bay lucharon para evitar que los japoneses puedan establecer una base aérea en Buna, e hicieron lo posible para evitar que lleguen refuerzos en el área de Buna. A medida que las fuerzas japonesas avanzaron sobre Puerto Moresby, las fuerzas aéreas aliadas comenzaron a atacar los puntos de suministro a lo largo del Sendero de Kokoda. Los improvisados puentes construidos por los japoneses en el sendero fueron atacados por P-40 con bombas de 500 kg

## Subsiguientes batallas a lo largo del Sendero

### Segunda Batalla de Kokoda

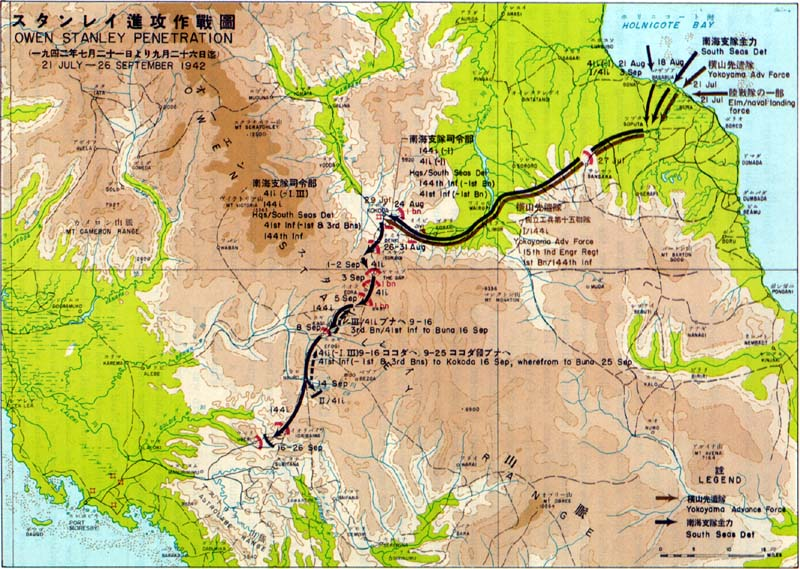
Avance japonés sobre Puerto Moresby.

Con la llegada del 39.º Batallón, Cameron decidió tratar de retomar Kokoda, la cual estaba a unas tres horas a pie de Deniki. Este ataque contra fuerzas desconocidas, las cuales descubrieron más tarde superaban a los 1000 soldados, fue llevado a cabo por tres compañías del 39.º Batallón desde tres senderos secundarios diferentes. Entre las 6.30 y 8.00 del 8 de agosto, tres compañías partieron desde Deniki en forma separada. Solo la Compañía A del capitán Noel Symington pudo llegar a Kokoda y volvió a capturar la aldea con facilidad, encontrándose con que sus defensas eran muy débiles. La Compañía D se encontró con tropas enemigas, lo que resultó en una dura lucha que continuó a lo largo del día a medida que los japoneses reforzaban su posición en forma continua. A medida que llegaba la noche, la Compañía D comenzó una lucha en retirada que duró dos días. La Compañía C fue emboscada por una numerosa fuerza japonesa y quedaron atrapados. Luego de que su comandante muriera, la compañía trató de replegarse en repetidas ocasiones en el transcurso del día, mientras los japoneses disparaban sobre su ubicación en forma constante, pero no pudieron hacerlo hasta que llegó la noche. Al llegar a Deniki, las fuerzas de Cameron continuaron siendo atacadas por los japoneses, obligándolos a replegarse hacia Kokoda. A las 10:00 de la mañana siguiente, dos policías papuanos llegaron a Deniki para avisar a Cameron que habían ocupado Kokoda el día anterior y que estaban esperando refuerzos y suministros. Cameron se puso en contacto con Puerto Moresby, pero le informaron que no estarían enviando refuerzos ni suministros hasta el día siguiente debido a las malas condiciones del tiempo.
Tras repeler los ataques de las compañías A y D, el teniente coronel Tsukamoto concentró sus tropas contra la Compañía A. Desde el final de la mañana del 9 de agosto, los japoneses atacaron en forma repetida a las fuerzas de Symington en Kokoda y las batallas continuaron hasta la noche cuando los japoneses lograron infiltrar el perímetro australiano bajo la cobertura de la oscuridad. La lucha cuerpo a cuerpo continuó hasta la mañana siguiente. Un intento de reforzar a la Compañía A usando tropas del 49.º Batallón fracasó una vez que la tripulación no pudiera determinar si la pista de aterrizaje en Kokoda estaba aún bajo control aliado o no. Al final de la tarde, los australianos habían consumido toda su comida y las pocas municiones que les quedaban. Por esto, aproximadamente a las 19:00, Symington ordenó que hicieran camino hacia el oeste de la meseta de Kokoda y luego, a primera hora del día hacia Deniki. Incapaces de poder romper las líneas japonesas mientras acarreaban a los heridos tuvieron que entrar a la aldea de Naro y enviar a un aldeano a Deniki para que pidiera ayuda, y el oficial Wilkinson se ofreció a liderar un pequeño grupo de soldados nativos hasta Naro. Wilkinson logró llegar a la aldea y pudo sacar a los soldados de la Compañía A hasta Isurava, volviendo a juntarse con el 39.º Batallón el 13 de agosto.

### Batalla de Isurava
El 26 de agosto, Horii movió las primeras de las tropas que habían desembarcado hacia el frente, un cuerpo de unos 2500 soldados, contra el 39.º Batallón —-ahora al mando del teniente coronel Ralph Honner, quien había asumido el mando diez días antes— y elementos los batallones 49.º y 53.º, un total de unos 400 hombres. La fuerza japonesa hizo contacto con las posiciones exteriores de la Fuerza Maroubra y comenzó a llevar a cabo ataques frontales contra los defensores con la ayuda de un cañón de montaña y morteros que habían sido cargados por el sendero. El reconocimiento japonés había revelado que había un sendero paralelo que circunvenía Isurava y estaba defendido por el 53.º Batallón australiano. El 2/14.º Batallón había sido despachado desde Myola el día anterior con órdenes de relevar al 39.º, y una compañía llegó a su posición en Isurava a media tarde el 26 de agosto, mientras que otros fueron desplegados a Alola y Templeton's Crossing. No obstante, el 39.º se vio obligado a quedarse ya que en varias ocasiones los japoneses amenazaron con romper el perímetro. Potts, quien había asumido el mando de la Fuerza Maroubra, al darse cuenta de que Horii había lanzado un ataque importante, decidió desplegar la 2/14.ª en Isurava, usando la 39.ª para ocultar su movimiento, mientras movía la 2/16.ª a Myola para que se quede allí como reserva. Para cuando el 2/14.º Batallón fue desplegado, los japoneses aún pudieron desplegar una fuerza de más o menos 5000 hombres.
Las tácticas japonesas cambiaron poco desde la campaña de Malaya -atrapar al enemigo con ataques frontales mientras avanzaban tentativamente por los flancos con la intención de cortar las fuerzas enemigas por atrás. Sin embargo, Horii tenía un plazo estricto; y cualquier retraso para encontrar el flanco australiano hubiese significado la gradual debilitación de su fuerza debido a enfermedad y hambre. Debido a esto, la Fuerza Maroubra debió soportar cuatro atacas frontales agresivos de una fuerza japonesa bien entrenada y bien comandados.
Al amanecer del 27 de agosto, los australianos que defendían Isurava fueron sujetos a un intenso fuego y de artillería de montaña como parte de un ataque que lanzaron los japoneses en contra de las líneas defensivas del 39.º Batallón. Con el paso de la mañana, los asaltos comenzaron a penetrar las defensas australianas; sin embargo, el despliegue del 2/14.º Batallón restauró la situación y para la noche el perímetro australiano fue restablecido. No obstante, la situación en el flanco derecho, donde el 53.º Batallón se encontraba resguardando el sendero secundario, era crítica. Una fuerza japonesa había sido despachada para abrir esta ruta, y lo hizo con éxito. Al infiltrar el perímetro del 53.º Batallón, los japoneses lograron obligar a un retroceso de las posiciones australianas, matando a varios oficiales, incluyendo a su comandante principal, el teniente coronel Kenneth Ward. Como resultado de esta pérdida, las comunicaciones entre las compañías se vieron afectadas, haciendo imposible la realización de operaciones coordinadas en forma efectiva. Esto hizo que la 53.ª Compañía ceda terreno y se repliegue al cruce justo detrás de Isurava. Pese a que los japoneses no pudieron aprovechar la situación, el camino hacia Alola ahora estaba abierto para ellos y como resultado Potts se vio obligado a traer al 2/16.º Batallón para taponear las líneas.
El 28 de agosto, la lucha continuó a lo largo del frente de la posición australiana y ambos flancos. El comandante japonés —al darse cuenta de que los australianos habían traído refuerzos— decidió traer a dos batallones que estaba manteniendo en reserva. El día siguiente, los japoneses atacaron con el equivalente de seis batallones; y al tener control de las sierras que dominaban la posición australiana en ambos lados del valle en el que estaban, los japoneses pudieron apoyar muy efectivamente sus asaltos con ataques de mortero y fuego de ametralladoras.
Incapaces de responder con la misma intensidad de fuego, el perímetro australiano comenzó a achicarse, y fue durante esta fase de la lucha que el soldado raso Bruce Kingsbury del 2/24.º hizo una peculiar contribución a la campaña por la que se le otorgó la Cruz Victoria en forma póstuma. Su mención decía, en parte:
El soldado Kingsbury, quién fue uno de los pocos sobrevivientes de un pelotón que había sido destruido... de inmediato se ofreció como voluntario para otro pelotón al que se le había ordenado contraatacar. Se abalanzó sobre el frente, disparando su ametralladora Bren desde sus caderas, cruzando un espantoso fuego cruzado y finalmente abriéndose paso entre los enemigos. Al continuar su barrida de las posiciones enemigas con su arma e infligiéndoles una cantidad de bajas extremadamente altas, vieron al soldado Kingsbury caer al suelo luego de ser alcanzado por una bala de un francotirador que se estaba ocultando en los árboles.
Testigos del hecho indicaron que las acciones de Kingsbury tuvieron un profundo efecto sobre los japoneses, rompiendo el ímpetu que traían. Sin embargo, a medida que las bajas australianas seguían subiendo y sus municiones se iban agotando, los japoneses quedaron cerca de realizar un avance clave sobre un sendero alternativo. Horii ya había desplegado varias compañías en los flancos y cerca de la retaguardia del 2/34.º y 39.º Batallones, amenazando con rodear las posiciones australianas. Superados en número, la fuerza Maroubra se replegó hacia Nauro y Menari. Potts relevó a los exhaustos 39.º y 53.º Batallones, quienes fueron ordenados de regresar a Puerto Moresby. El 53.º —cuyo rendimiento no fue visto a la altura de las demás fuerzas— fue relegado a funciones de trabajos en la retaguardia y de refuerzos, sin embargo, el 39.º continuó volviendo al frente de batalla cuando las tropas allí se encontraban bajo presión.

Las enfermedades tropicales —en especial la malaria— tuvieron un efecto devastador en esta campaña, provocando diez veces más bajas que el combate mismo. Mientras que el ejército australiano había encontrado malaria durante sus despliegues en el medio oriente, pocos de los doctores que se encontraban con la milicia habían visto la enfermedad anteriormente. La necesidad de un estricto programa contra la malaria no fue entendido completamente, y muchos de los soldados utilizaban camisas con mangas cortas y pantalones cortos durante la noche. Otros olvidaban tomar su quinina, en ese entonces la medicina más utilizada para la malaria. Muchos oficiales vieron esto como un problema médico en lugar de un problema disciplinario, y no obligaron a sus hombres a que tomen su medicina. Además, todos los suministros para tratar la malaria eran muy escasos.

### De Isurava a Brigade Hill

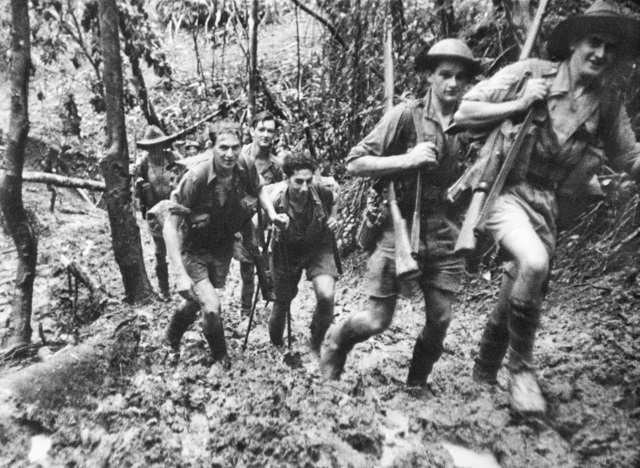
Tropas australianas retirándose de Isurava.

Al no existir un terreno defensivo adecuado entre Isurava y unas colinas llamadas Mission Ridge, las cuales estaban al sur de Nauro y Myola. Como resultado de esto, Potts y la Fuerza Maroubra se replegaron a través de Menari, alcanzando Eora Creek el 30 de agosto, Templeton's Crossing el 2 de septiembre y luego Efogi el 5 de septiembre.
Rápidamente el sendero se vio atestado de soldados en retirada, porteadores papuanos y heridos, haciendo que se convierta en un mar de lodo en algunos sectores. Sin embargo, no se dejó atrás a ningún herido, con unos 750 hombres siendo transportados. En este proceso muchos murieron no solo por sus heridas, sino también porque las patrullas japonesas repetidamente mutilaban y ejecutaban a todos los heridos que encontraban e incluso utilizaban los cuerpos como carnada para emboscar a los soldados australianos. El reporte de la 7.ª División de Servicios Médicos resaltó la dificultad de proveer camillas que requerían ocho personas para cargar llevó a que los heridos que podían caminar —por lo menos con dificultad— eran tratados sin la más "mínima misericordia" y no se les proveía camillas. En un caso, un herido que tenía una rótula rota y con una herida abierta de 5 centímetros entre las dos mitades caminó por seis días y algunos con heridas incluso más serias voluntariamente decidieron caminar para liberar las camillas para los que estaban heridos de mayor gravedad. La valentía de los doctores australianos fue de destacar; entre ellos el capitán Dr. Allan Edward McGuinness, del 2/2.º Batallón, quién recibió la cruz militar en diciembre de 1943 por su "coraje y generosa devoción en Saputa y Eora Creek". Fue en Saputa, el 27 de noviembre de 1943 que siete bombarderos japoneses dejaron caer sus bombas sobre un hospital de campo australiano, matando a 25 hombres, incluyendo a dos doctores.
La retirada hacia Efogi presentó incluso más problemas para los australianos. Al este, en Myola, el antiguo cauce de un lago estaba siendo utilizado como el lugar de llegada de suministros. La decisión de replegarse tomada por Potts hacía muy probable la posibilidad de que este importante punto de entrega caiga en manos japonesas. La estación de suministros se encontraba en condiciones críticas, y de hecho los suministros militares y de alimentos habían estado tardando en llegar, obligando a los 2/14.º y 2/16.º Batallones a tener que esperar varios días para ejecutar sus órdenes, tiempo que permitió a los japoneses concentrar su fuerzas. No obstante, las técnicas y equipamiento utilizado por los aliados para realizar entregas vía aérea habían estado mejorando paulatinamente a la lo largo de la campaña y Allen, bajo una creciente presión por parte de Blamey y MacArthur, le pidió a Potts que continúe con su asalto ahora que se le podía garantizar la llegada de suministros con fluidez, aunque en menores cantidades. Potts, por su parte, solicitó al 2/27.º Batallón como refuerzo. Dada la situación en Milne Bay, MacArthur decidió retener sus fuerzas hasta que la situación en Milne Bay se esclarezca. Allen luego ordenó a Potts que asegure la posición en Myola como un puesto de suministros de avanzada y que acumule suficientes suministros para una ofensiva en contra el avance japonés. Pero Potts se encontraba en una posición imposible de defender; y con la amenaza de que el enemigo rebasase su flanco a través de una curva en el Sendero y con poco terreno para montar una defensa adecuada, se replegó a través de Myola, destruyendo la base de suministros detrás de él.

### Batalla de Brigade Hill

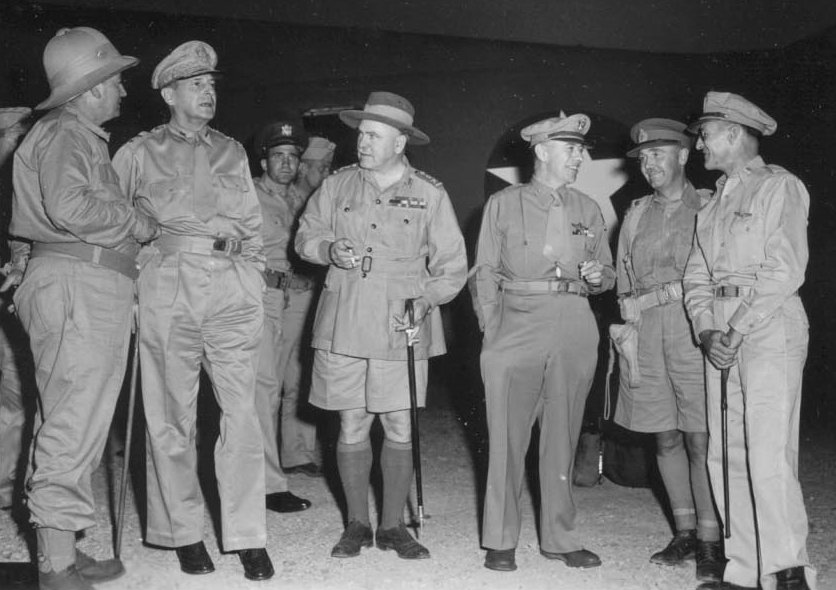
Comandantes de las fuerzas aliadas en Nueva Guinea, de derecha a izquierda: Frank Forde (Ministro de Defensa australiano) general Douglas MacArthur; general Sir Thomas Blamey; teniente general George C. Kenney; teniente general Edmund Herring; brigadier general Kenneth Walker.

La Fuerza Maroubra se replegó al próximo punto defensivo fuerte en el sendero, una accidente geográfico conocido como Mission Ridge. Luego de que los japoneses fueran contenidos en Milne Bay, Allen finalmente sacó del estado de reserva divisional al 2/27.º Batallón en Puerto Moresby. Luego de avanzar sobre el sendero desde Puerto Moresby, el 2/27.º finalmente se unió a la Fuerza Maroubra en Kagi el 4 de septiembre donde se hicieron cargo de un gran número de armas que estaban siendo dejadas atrás por el 39.º Batallón que se encontraba en replegada.
En su camino a Mission Ridge, los 2/14.º y 2/16.º batallones se unieron al 2/27.º, permitiendo de esta manera al brigadier Potts a enviar a toda su brigada a la batalla. La fuerza Maroubra se apostó en espera de los japoneses en la cima de una colina al costado del sendero, la cual sería conocida más tarde como "Brigade Hill". Sin que los aliados supieran, los japoneses habían logrado desembarcar refuerzos en la costa norte y el 8 de septiembre, una fuerza de alrededor de 1000 japoneses atacaron las posiciones australianas en Mission Ridge. El asalto comenzó con una serie de ataques frontales, que recayeron sobre los elementos australianos conformados por sus oficiales al mando, aunque lograron ser repelidos con una aguerrida defensa. Luego, los japoneses llevaron a cabo un fuerte ataque al flanco, con una fuerza de aproximadamente 5000 hombres con el objetivo de separar a los elementos de comando del resto de la Fuerza Maroubra. El ataque al flanco separó a las fuerzas australianas en dos, cortado la comunicación entre los oficiales al mando y los tres batallones. Sabiendo que su comando estaba a punto de ser capturado, el brigadier Potts y los elementos de la retaguardia de la Fuerza Maroubra se vieron obligados a replegarse usando el sendero hasta la aldea de Menari.
88 hombres murieron luego de que los 2/14.º y 2/16.º batallones siguieron sus órdenes anteriores y a mediados de la tarde formaron una línea y avanzaron, inicialmente a paso ligero, hacia los japoneses en un intento para romper sus líneas y tratar de volver a conectarse con su comando. Mientras tanto el 2/27.º —cargando varias cajas con camillas— abandonaron el sendero en forma ordenada para tratar de reunirse con las líneas australianas. Los japoneses los persiguieron, pero una acción en la retaguardia de las compañías B y D de la 2/27.ª hicieron que perdiesen contacto. El resto de los 2/14.º y 2/16.º batallones lograron reunirse con el Brigadier Potts y el mando la 21.ª Brigada en Menari, pero el 2/27.ª Batallón no pudo llegar a Menari antes de que el resto de la brigada fuese nuevamente obligada a replegarse por el avance japonés. El 2/27.º —junto con los heridos de otros batallones— se vio obligado a seguir caminos paralelos al sendero principal, finalmente reuniéndose con el grueso de la fuerza australiana en Jawarere, para luego dirigirse a Ioribaiwa, y de allí a Imita Ridge. Elementos de los 2/14.º y 2/16.º batallones que acompañaban a Potts lograron reagruparse más tarde en un batallón compuesto para la defensa de Imita Ridge, pero el 2/27.º, que se creía estaba perdido, apenas logró reunirse con los demás una noche después, luego de que el repliegue japonés había comenzado, luego de haber realizado un difícil viaje a través de las montañas hacia Jawarere 15 km al este de Ilolo.
La derrota de la 21.ª Brigada en Brigade Hill significó el fin de la defensa del Sendero de Kokoda por parte de la Fuerza Maroubra como una fuerza cohesionada, y fue una victoria decisiva para los japoneses. La derrota fue uno de los muchos factores que luego llevaron al infame incidente de los "running rabbits" en el campamento base en Koitaki. El 8 de septiembre, Rowell informó a Blamey que había decidido relevar a Potts. Rowell ordenó a Potts a que se reporte de inmediato a Puerto Moresby "para consultas", reemplazándolo como comandante de la Fuerza Maroubra con el brigadier Selwyn Porter el 10 de septiembre. La serie de derrotas tuvo un efecto negativo en Australia.
 El 30 de agosto, MacArthur informó por radio a Washington que si no se tomaban acciones inmediatas, la Fuerza de Nueva Guinea se vería abrumada. El general George Vasey escribió que "el Cuartel General es como un maldito barómetro en un ciclón - yendo de arriba a abajo cada dos minutos". MacArthur informó al general George Marshall que "los australianos no han sido rival para el enemigo en la guerra en la selva. No existe un liderazgo agresivo". MacArthur, preocupado por la situación, quería que Blamey vaya a Nueva Guinea y "energice" la situación asumiendo el control personal.
Blamey tenía una "deprimente imagen negativa" entre las tropas australianas, las cuales se referían a él como "ese bastardo" y algunas veces incluso lo abucheaban y le gritaban en público. El Ministro del Gabinete Jack Beasley dijo ante el Parlamento Australiano: "Moresby va a caer. Envíen a Blamey y déjenla caer con él". El primer ministro John Curtin ordenó a Blamey a que se dirija a Puerto Moresby y asuma el control de la Fuerza de Nueva Guinea, cosa que hizo el 23 de septiembre. Rowell se mantuvo bajo el mando del I Cuerpo, pero vio esto como una suplantación. Blamey concluyó rápidamente que no podía trabajar con Rowell, y lo relevó del mando de sus tropas el 28 de septiembre, reemplazándolo con el teniente general Edmund Herring.

### Ioribaiwa e Imita Ridge
A medida que los australianos se replegaban hacia Ioribaiwa, comenzaron a traer refuerzos desde Puerto Moresby. El 3.er Batallón de Milicias había partido el 5 de septiembre y el día siguiente el 2/1.er Batallón de Pioneros se le unió, mientras que la 2/6.ª Compañía Independiente -bajo el mando del mayor Harry Harcourt- fue despachada desde Laloki y comenzó a patrullar el río Goldie hacia Ioribaiwa. Además, se formó la Fuerza Honner -que consistía de los milicianos del 39.º Batallón y refuerzos de la 2/6.ª Compañía Independiente- bajo el mando de Ralph Honner cuyas órdenes eran de atacar las líneas de suministro japonesas entre Nauro y Menari.

El 11 de septiembre, llegaron los primeros refuerzos desde Puerto Moresby y asumieron posiciones en Ioribaiwa Ridge a la derecha del batallón compuesto, mientras que la 2/6.ª Compañía Independiente inició operaciones de patrullaje a la izquierda. En los dos días siguientes, los japoneses bombardearon fuertemente con morteros y artillería a los australianos, mientras que la infantería buscaba puntos débiles en sus posiciones por donde podrían iniciar un asalto. Sin embargo, en la noche del 13-14 de septiembre, antes de que realizasen el asalto, la 25.ª Brigada -que consistía de los 2/25.º, 2/31.º y 2/33.º Batallones- llegó para relevar lo que quedaba de la 21.ª Brigada. Recientemente entrenados y recién llegados de Australia bajo el mando del brigadier Ken Eather, tomaron posiciones en Ioribawa. Poco después, los japoneses iniciaron su ofensiva, obligando a Eather a replegarse a Imita Ridge donde tendría una mejor posición defensiva, a unos 40 km de Puerto Moresby. A medida que la 25.ª Brigada, junto con los 3.er y 2/1.er Batallones de Pioneros se plantaban a la defensiva, los restos de la 21.ª Brigada regresaron y para el 20 de septiembre los australianos habían establecido una fuerte posición en la quebrada. Al día siguiente se les unió una batería de artillería de 25 libras del 14.º Regimiento, el cual habían traído para la lucha en el sendero, y comenzaron operaciones de patrullaje para poder repeler los ataques japoneses mientras planeaban su propia contraofensiva.
Al llegar a Ioribaiwa, los elementos japoneses de mando comenzaron a celebrar -desde su posición estratégica en las colinas alrededor de Ioribaiwa, los soldados japoneses podían ver las luces de Puerto Moresby y el Mar de Coral. Sin embargo, no hicieron ningún esfuerzo concertado para avanzar sobre la posición de Eather en Imita Ridge. Al contrario, Horii ordenó a sus tropas que se atrincheren en Ioribaiwa. Todos los refuerzos estaban siendo redirigidos hacia Guadalcanal y su larga línea de suministros se había roto. Los pocos suministros capturados de los australianos eran insuficientes para una nueva ofensiva. La comida que habían tomado del depósito de suministros australiano en Myola había sido contaminada por los australianos, y Horii pensaba que sus tropas estaban tan hambrientas y físicamente debilitadas que apenas podrían defender las posiciones que en ese momento tenían, mucho menos continuar su avance.

### Retirada japonesa
El ataque del mayor general Kiyotake Kawaguchi del 14 de septiembre para retomar Guadalcanal fracasó. En una batalla desigual, las fuerzas del Kawaguchi sufrieron aproximadamente 850 bajas, mientras que los marines estadounidenses perdieron 104 hombres. Cuando la noticia llegó al Cuartel General Imperial en Japón, se decidió que no se podía continuar apoyando ambos frentes en Nueva Guinea y Guadalcanal. Concluyeron que Guadalcanal y su pista de aterrizaje eran vitales para asegurar las operaciones japonesas en el Pacífico Sur, y el teniente general Harukichi Hyakutake decidió que solo tendrían suficientes tropas y materiales para derrotar a las fuerzas aliadas en Guadalcanal. Hyakutake preparó el envío de más tropas a Guadalcanal en un segundo intento por recapturar la pista Henderson. Con el apoyo unánime del alto mando japonés, ordenó al General Horii retirar sus tropas de Nueva Guinea, las cuales estaban a 48 km de Puerto Moresby, a las cabezas de playa en Buna-Gona hasta que la situación en Guadalcanal sea resuelta.

## Sendero de Kapa Kapa
Mientras que Rowell creía que podía contener a los japoneses con las tropas extras, MacArthur estaba ansioso por flanquear a los japoneses. Pidió a su personal que planeara una maniobra de flanqueo para expulsar a los japoneses de las montañas más rápidamente. Debido a que la 32.ª División en Australia tenía que movilizarse a otro campamento de cualquier manera, MacArthur ordenó que se trasladase a Nueva Guinea. El brigadier general Hanford MacNider -a cargo de la unidad de logística G4 en el grupo de comando de MacArthur- descubrió cuando llegó a Puerto Moresby que las rutas de flanqueo propuestas a través de la península hacia Wairopi propuestas por el cuartel general no eran prácticas. Estas rutas cruzaban la retaguardia australiana y una región por donde los soldados podían ser cortados por los japoneses. También era tan montañosa que la única manera en la que hubiesen podido recibir suministros era por aire. Así fue que se consideró una ruta alternativa: un sendero de 85 km de longitud, desde Puerto Moresby a lo largo de la costa hacia Kapa Kapa, y de allí tierra adentro a través de Kalikodobu, Arapara, Laruni y Jaure. De Jaure otros caminos menores llevarían a los soldados a Wairopi y Buna. La distancia total cruzando las montañas a las posiciones japonesas era de más de 130 km, y gran parte del camino era apenas lo suficientemente ancho para que pase una persona a la vez.
A partir del 14 de octubre de 1250 hombres de la 32.ª División de Infantería del Ejército de los Estados Unidos -miembros del 2.º Batallón, el 126.º Regimiento de Infantería, el 114.º Batallón de Ingenieros, y el 19.º Hospital móvil, comandados por el teniente coronel Henry A. Geerds- partieron de Karekodobu. Varios cientos de nativos de Karekodobu -apodado "Kalamazoo" por los soldados estadounidenses quienes no podían pronunciar bien el nombre- partieron junto con los soldados. El terreno que debieron cubrir era tan aislado y escarpado que estos soldados se convirtieron en los primeros estadounidenses en cruzar la Cordillera Owen Stanley a pie.
 Las primeras tropas llegaron a Jaure el 25 de octubre de 1942. El Capitán Boice, adelantándose, había llegado a esta aldea el 4 de octubre. Iniciaron su marcha desde Jaure el 28 de octubre y llegaron a la región de Natunga el 2 de noviembre. Pasaron más de una semana repartiendo raciones, cascos, botas, y otro equipamiento antes de avanzar hacia Gora y Bofu, adonde llegaron el 12 de noviembre. El 20 de noviembre de 1942, luego de 42 días de cruzar un terreno extraordinariamente difícil, que incluía cuchillas, sierras muy empinadas, una densa jungla, y paso de alta montaña, y sin haberse encontrado con ningún enemigo, la Compañía E fue la primera unidad en llegar al frente de batalla en Soputa. Para cuando el 2.º Batallón salió de la jungla, el 1/126.º y el 128.º regimientos de infantería ya se habían encontrado con los japoneses. Las enfermedades tropicales y el cansancio ya habían cobrado una gran parte de la fuerza del 2/126.º, perdiendo una parte significativa de sus hombres antes de que se encontrara en batalla con los japoneses en la subsiguiente batalla de Buna-Gona.

## Logística Aliada
MacArthur visitó a Blamey en Puerto Moresby el 4 de octubre de 1942 y los dos acordaron establecer un Servicio de Comando de Operaciones Combinadas (COSC por sus siglas en inglés) para coordinar las actividades de logística en Papúa Nueva Guinea. Para dirigirlo, MacArthur nombró al brigadier general Dwight Johns, el subcomandante de los Servicios de Suministros de los Estados Unidos en el suroeste del Pacífico, un experto en la construcción de bases aéreas. Su segundo al mando fue un australiano, el brigadier Victor Secombe, quien había dirigido la rehabilitación del puerto de Tobruk en 1941. Todas las unidades de logística estadounidenses y australianas fueron puestas bajo el mando de COSC, el cual también controlaba una flota de buques pequeños y veleros. El desarrollo de las bases en Puerto Moresby y la Bahía de Milne ahora se encontraba bien avanzado, y se estaban acumulando más suministros. En Puerto Moresby, un muelle en forma de "T" fue construido en la isla Tatana y fue conectado con la isla principal a través de un canal. Fue inaugurado a principios de octubre y duplicó la capacidad del puerto, permitiéndole recibir varios buques de gran tamaño a la vez que antes solo podía recibir uno a la vez.
También se estableció un depósito de suministros de avanzada en Myola, en el antiguo lugar de un lago seco. Era un "grandísimo oasis amarillo oscuro en un desierto verde" que permitió a los "bombarderos de galletas" de las Fuerzas Aéreas del Ejército de los Estados Unidos entregar suministros a las tropas australianas. La fuerza aérea estadounidense tenía dos escuadrones de transporte en el frente, los 21.º y 22.º Escuadrones de Transporte de Tropas, creados en Australia en abril de 1942. Estos escuadrones operaban varios aviones que incluían C-39, C-47, C-53, DC-2, DC-3, DC-5 y Lockheed 14. Muchos de los pilotos eran civiles y las pérdidas humanas fueron altas. Cuatro de los 32 transportes disponibles se perdieron en agosto de 1942. Myola ha sido descrito como "uno de los misterios más grandes de la campaña de Papúa". Potts había sido informado que 40 000 raciones habían sido depositadas en Myola antes del 17 de agosto y que no había necesidad de que sus tropas lleven raciones y al recibir esta información ordenó a sus hombres que empaquen raciones para cinco días. Al llegar al lugar, no obstante, descubrió que solo había 5000 raciones. Rowell indicó que las raciones que no llegaron a destino "habían caído fuera del área designada" y en su autobiografía declaró que las acusaciones de que "las raciones nunca fueron entregadas o que la explicación recaía en un trabajo mal hecho por parte de personal sin experiencia" eran "absurdas", recalcando que "a lo largo de toda Nueva Guinea la entrega de carga por aire fue muy interrumpida". El 21 de agosto, una patrulla descubrió un segundo lago seco en Myola mucho más grande. Los dos lagos fueron llamados Myola 1 y Myola 2, pero en ese entonces los mapas mostraban solo uno, y por ellos las tripulaciones de las aeronaves esperaban encontrar solo uno. Es probable que las entregas se haya realizado en el lago equivocado.
Rowell presionó a Blamey para que pida más entregas, pero debido a que no contaba con suficientes aeronaves MacArthur le dijo a Blamey que "los suministros por aire deben considerarse necesariamente como una emergencia en lugar de una forma normal de suministro" y que debía encontrar otras formas de satisfacer sus necesidades -con lo que se refería a cargadores del lugares. De esta manera fue que Potts tuvo que conformarse con las entregas aéreas que ya había recibido. Debido a una escasez de paracaídas, todos los suminitros tuvieron que ser "botados" sin paraícadas. El embalaje en ese entonces era primitivo e inadecuado, incluso para las condiciones de Nueva Guinea, y mucho más aún para ser entregado desde un avión, por lo que la tasa de paquetes rotos era alta. Las tácticas para la entrega aéra de paquetes no habían sido desarrolladas y la tasa de recuperación de los mismos era, de igual manera, muy baja.

## Contraofensiva australiana

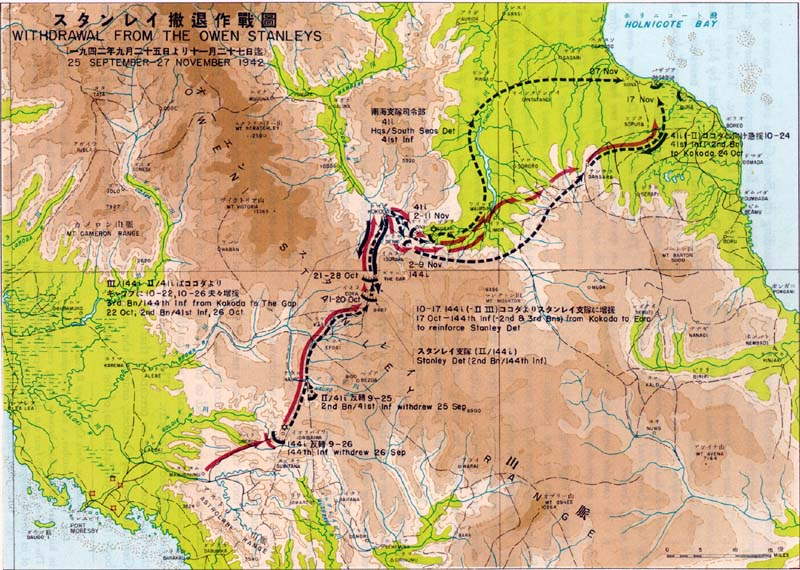
La retirada japonesa a lo largo del Sendero

A principios de octubre, cuando se hizo claro que los japoneses se estaban retirando hacia la costa norte, los australianos comenzaron operaciones para perseguirlos. Debido a que dos brigadas australianas fueron asignadas a estas operaciones —la 25.ª y la recientemente llegada 16.ª, que había sido separada de la 6.ª División— el comandante de la 7.ª División, "Tubby" Allen, asumió el mando de las operaciones en el Sendero de Kokoda. Entre el alto mando aliado, sin embargo, existía la preocupación por la falta de ímpetu en la ofensiva y así fue que el 20 de octubre Allen ordenó a la 16.ª Brigada —compuesta por el 2/1.er, 2/2.º, y 2/3.er Batallones, junto al 3.er Batallón de Milicia en reserva, bajo el mando del Brigadier John Lloyd— a que asumiese la responsabilidad del área de avanzada de la 25.ª Brigada, para de esta manera revitalizar el avance. El 25 del mes, sin embargo, se quedó en el área y durante el resto del mes cada brigada, por su parte, mantuvo contacto con los japoneses en retirada, quienes lucharon en retirada tan determinadamente como los australianos. Los japoneses establecieron numerosas y fuertes posiciones defensivas, especialmente en Templeton's Crossing y en Eora Creek, las cuales retrasaron el avance de los australianos y les infligieron fuertes bajas. Insatisfecho con la velocidad de su avance, el teniente general Edmund Herring relevó a Allen del mando el 28 de octubre y lo reemplazó por el mayor general George Vasey, quien había estado al mando de la 6.ª División. El 2 de noviembre Kokoda fue retomada sin oposición por parte de una patrulla de la 25.ª Brigada. Para el 13 de noviembre, las 16.ª y 25.ª brigadas habían cruzado el río Kumusi en Wairopi, para después lograr encontrarse con las fuerzas estadounidenses el 16 de noviembre.

## Consecuencias

### Fuerzas y bajas
Un total de 13 500 japoneses terminaron desembarcando en Papúa para luchar durante la campaña. De estos, aproximadamente 6000 o dos regimientos, estuvieron involucrados en "áreas de avanzada" a lo largo del sendero. Contra esto, los aliados amasaron aproximadamente 30 000 tropas en Puerto Moresby, aunque nunca hubo más de una brigada de infantería, o aproximadamente 3500 tropas, involucradas en la lucha a la vez durante gran parte de la campaña.
Las bajas entre los australianos entre el 22 de julio y el 16 de noviembre de 1942 fueron de 39 oficiales y 586 hombres muertos, además de 64 oficiales y 991 hombres heridos, haciendo un total de 625 muertos y 1055 heridos. Las bajas fuera de batalla o por enfermedad no fueron registradas con precisión, pero se estima que fueron entre dos y tres veces más las bajas en batalla. El número exacto de bajas japonesas se desconoce. Se cree que de las 6000 tropas, o cinco batallones de infantería, que fueron desplegados para la batalla, que un 75 % se convirtieron en bajas, ya sea que murieron, resultaron heridas o se enfermaron. De los 13 500 que empezaron la campaña, luego de la retirada solamente 5000 regresaron a Buna a finales de noviembre de 1942.

### El incidente de los conejos
El 22 de octubre, luego de que la 21.ª Brigada relevara a la 25.ª, Blamey visitó el resto de la fuerza Maroubra en el campamento de Koitaki, cerca de Puerto Moresby. Mientras que Rowell había permitido a Potts regresar con su brigada, Herring no conocía bien a Potts y prefirió trabajar con los oficiales que sí conocía. Blamey relevó a Potts del mando, reemplazándolo con el brigadier Ivan Dougherty, un oficial que conoció cuando Blamey era comandante de la Fuerza del Territorio del Norte. Blamey citó el fracaso de Potts para detener a los japoneses, pese a comandar "fuerzas superiores" y, pese a órdenes explícitas de lo contrario, el fracaso de Potts de lanzar una ofensiva para retomar Kokoda. Blamey explicó que el primer ministro John Curtin le había dicho que fracasos como el de Kokoda no serían tolerados.

Poco después de relevar a Potts, Blamey se dirigió a los hombres de la 21.ª Brigada en una desfile. Los hombres de la Fuerza Maroubra esperaban recibir felicitaciones por sus esfuerzos en detener a los japoneses. Sin embargo, en lugar de elogiarlos, Blamey le dijo a la brigada que habían sido "derrotados" por fuerzas inferiores, y que "ningún soldado debería tener miedo a morir". "Recuerden", se dice que Blamey les dijo, "es el conejo el cual es disparado, no el hombre que tiene el arma". Hubo una ola de rumores y nerviosismo entre los soldados. Los oficiales y suboficiales lograron mantener tranquilos a los soldados y muchos dijeron después que Blamey tuvo suerte de escapar con su vida. Más tarde ese día, durante una marcha, muchos desobedecieron la orden de "mirada a la derecha". En una carta que envió después a su esposa, un enfurecido brigadier Potts juró "freir su alma (de Blamey) en la vida después de la muerte" por el incidente. Según testigos, cuando Blamey volvió a visitar a los heridos australianos en el hospital del campamento, los internados masticaron lechuga, mientras arrugaban sus narices y decían en voz baja "corre, conejo, corre" (el coro de una canción popular durante la guerra). Dougherty comandó la 21.ª Brigada hasta el final de la guerra, mientras que Potts fue asignado a la 23.ª Brigada.

### Crímenes de guerra japoneses
A medida que los japoneses se retiraban, los aliados descubrieron que muchos de ellos habían muerto de maltrunición, con evidencia que algunos japoneses se habían visto obligados a comer madera, pasto, raíces y otros materiales no comestibles. Los soldados australianos también encontraron evidencia de canibalismo. Soldados australianos y japoneses muertos y heridos que habían sido dejados atrás durante la retirada australiana de Templeton's Crossing fueron carneados. En 1987, un documental japonés Yuki Yuki te Shingun contenía entrevistas con soldados japoneses que confesaron haber practicado canibalismo en Nueva Guinea. Los soldados testificaron que los japoneses no se habían quedado sin suministros, luego de haber descubierto raciones de arroz y cantidades significativas de comida enlatada. Durante el juicio de Crímenes de Guerra en Tokio que fue tuvo lugar poco después de la guerra, sin embargo, no había suficiente evidencia para presentar cargos formales con relación a las acusaciones de canibalismo; aunque algunos soldados japoneses fueron procesados y condenados en cortes militares australianas en Nueva Guinea.
Los japoneses también fueron responsables por la ejecución de dos misioneras, May Hayman y Mavis Parkinson, durante la campaña. Poco después de que los japoneses desembarcaran en Buna el 21 de julio de 1942, las dos mujeres abandonaron la misión con un sacerdote. En su escape, fueron ayudados por pobladores locales y un grupo pequeño de soldados australianos por unos cuantos meses; sin embargo, luego de que los otros miembros de su grupo hayan sido matados en una emboscada en agosto fueron entregados a los japoneses. Luego de su captura fueron interrogados por miembros del Kempeitai, antes de ser bayonetados y enterrados en una fosa poco profunda. En febrero de 1943, luego de la conclusión de la campaña, la tumba fue descubierta, los dos cuerpos fueron recuperados y enviados a la misión de Sangara.

### Eventos posteriores
El comandante japonés -Horii- desapareció. Se asumió que había muerto ahogado mientras se replegaba con sus tropas cruzando el río Kumusi, en dirección a las cabezas de playa. Cuando la fuerte corriente del río se llevó consigo el caballo en el que cabalgaba, Horii optó por flotar río abajo en una canoa con otros oficiales, para poder volver rápidamente a Buna y organizar la defensa de las cabezas de playa. La canoa flotó hasta la boca del río, pero Horii y sus oficiales fueron arrastrados al mar por una fuerte turbonada. Nunca más se les volvió a ver. Mientras tanto, muchos espeluznantes descubrimientos fueron realizados por las fuerzas australianas a medida que avanzaban, ilustrando la pesadilla logística del Sendero -cuerpos de japoneses eran encontrados frecuentemente sin ninguna señal de trauma externo, habiendo muerto por malnutrición, fiebre tifoidea y disentería, además de varios cuerpos de soldados australianos a los cuales les habían extirpado partes del cuerpo, como resultado del canibalismo que practicaron los soldados japoneses.
Luego de que el debate estratégico entre el Ejército Imperial Japonés y la Armada Imperial Japonesa terminó a finales de febrero con la decisión de aislar en lugar de invadir Australia, el ejército siguió manteniendo que la invasión de Australia era impráctica, pero estaba de acuerdo con extender el perímetro estratégico de Japón y separar a Australia de los Estados Unidos invadiendo a Fiyi, Samoa y Nueva Caledonia en lo que denominaron Operación FS. Es por eso que la intención de los japoneses de capturar Puerto Moresby en Nueva Guinea avanzando a lo largo del Sendero de Kokoda y desembarcando en la Bahía de Milne entre julio y septiembre de 1942 tenía como objetivo el completar el perímetro defensivo de Japón en la región. Una vez asegurado, Puerto Moresby iba a ser usado como una base a partir de la cual las aeronaves japonesas podían dominar el Estrecho de Torres y el Mar de Coral, y no para servir de apoyo para una invasión de Australia. Sin embargo, la Operación FS no fue implementada debido a la derrotas de Japón en la Batalla del Mar de Coral y la Batalla de Midway y fue cancelada el 11 de julio de 1942. Mientras estas batallas eliminaron toda posibilidad de una invasión japonesa de Australia, el gobierno australiano continuó advirtiendo que una invasión era posible hasta mediados de 1943.
Mientras tanto, los japoneses se replegaron a sus formidables defensas alrededor de las cabezas de playa de Buna-Gona, reforzadas por unidades frescas provenientes de Rabaul. Una operación conjunta entre los ejércitos de Australia y los Estados Unidos fue lanzada para aplastar las cabezas de playa japonesas, en lo que más adelante se conocería como la Batalla de Buna-Gona. Luego de terminada la lucha en Buna y Gona, los aproximadamente 30 sobrevivientes del 39.º Batallón fueron retirados del frente de batalla vía aérea y en marzo de 1943 fueron replegados a Australia donde su unidad fue disuelta en julio de 1943. Las operaciones aliadas contra fuerzas japonesas en Nueva Guinea, incluyendo la Operación Cartwheel y la Campaña de Salamaua-Lae, continuaron hasta 1945.

### Significado de la Campaña del Sendero de Kokoda
Mientras que la Campaña de Gallipoli de la Primera Guerra Mundial fue la primera prueba militar de Australia como país, la lucha durante la campaña de Kokoda fue la primera vez en la historia de la nación en que su seguridad se vio amenazada en forma directa. Aunque ahora es ampliamente aceptado que una invasión de Australia no era posible e incluso nunca fue planeada por los japoneses, en ese entonces en Australia existía la creencia de que esto podía darse y por eso fue que la campaña de Kokoda llegó a ser vista por algunos -aunque tal vez erróneamente- como la batalla que "salvó a Australia". Como resultado de esto, dentro de la mente colectiva australiana, la campaña y particularmente el rol del 39.o Batallón, se han convertido en una parte importante de las nociones de la leyenda Anzac. De hecho, la Batalla de Isurava ha sido descrita como el "Termópilas australiano".
Sin embargo, la campaña aliada se vio dañada por la pobre inteligencia disponible, la cual incluía mapas anticuados, poca familiaridad con el terreno, y pocas fotografías aéreas. El alto mando militar, incluyendo a MacArthur y Blamey no eran conscientes del extraordinariamente dificultoso terreno y las condiciones extremas en las cuales se lucharían las batallas, y las órdenes dadas a los comandantes eran, en algunos casos, poco realistas, dadas las condiciones en el terreno. Pero finalmente, la estrategia utilizada contra los japoneses en Papúa -ampliamente criticada en su momento- llevó a una eventual, aunque costosa, victoria. La campaña también sirvió para resaltar las fortalezas y debilidades de los soldados individuales y los comandantes de niveles más bajos. Los ejércitos australiano y estadounidense tomarían medidas para mejorar el entrenamiento individual y la infraestructura médica y logística, con un mayor énfasis en la supremacía aérea para resolver los problemas de abastecimiento.